# Copa Claro 2011
Copa Claro 2011 — тенісний турнір, що проходив на ґрунтових кортах у місті Буенос-Айрес, Аргентина з 14 лютого . Належав до категорії ATP World Tour 250, був турніром серії Argentina Open 2011 року.

## Фінальна частина

### Одиночний розряд
Ніколас Альмагро —  Хуан Ігнасіо Чела 6–3, 3–6, 6–4

### Парний розряд
Олівер Марах /  Леонардо Маєр —  Франко Феррейро /  Андре Са 7–6(8–6), 6–3